# Trépigneuse

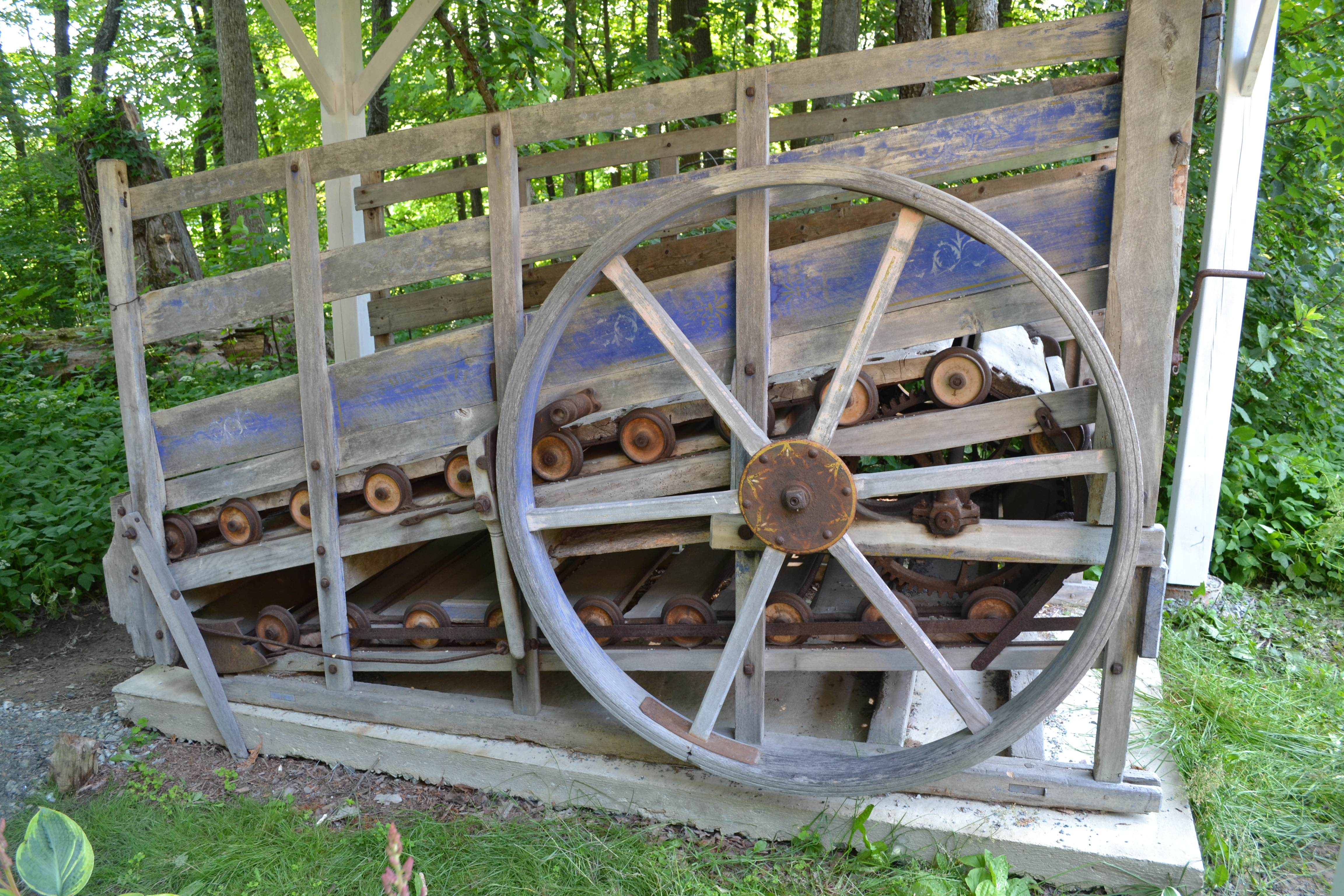
Une trépigneuse

Une trépigneuse est un manège utilisé en agriculture pour mettre en mouvement des machines à poste fixe, généralement à partir d'une force équestre.

## Description

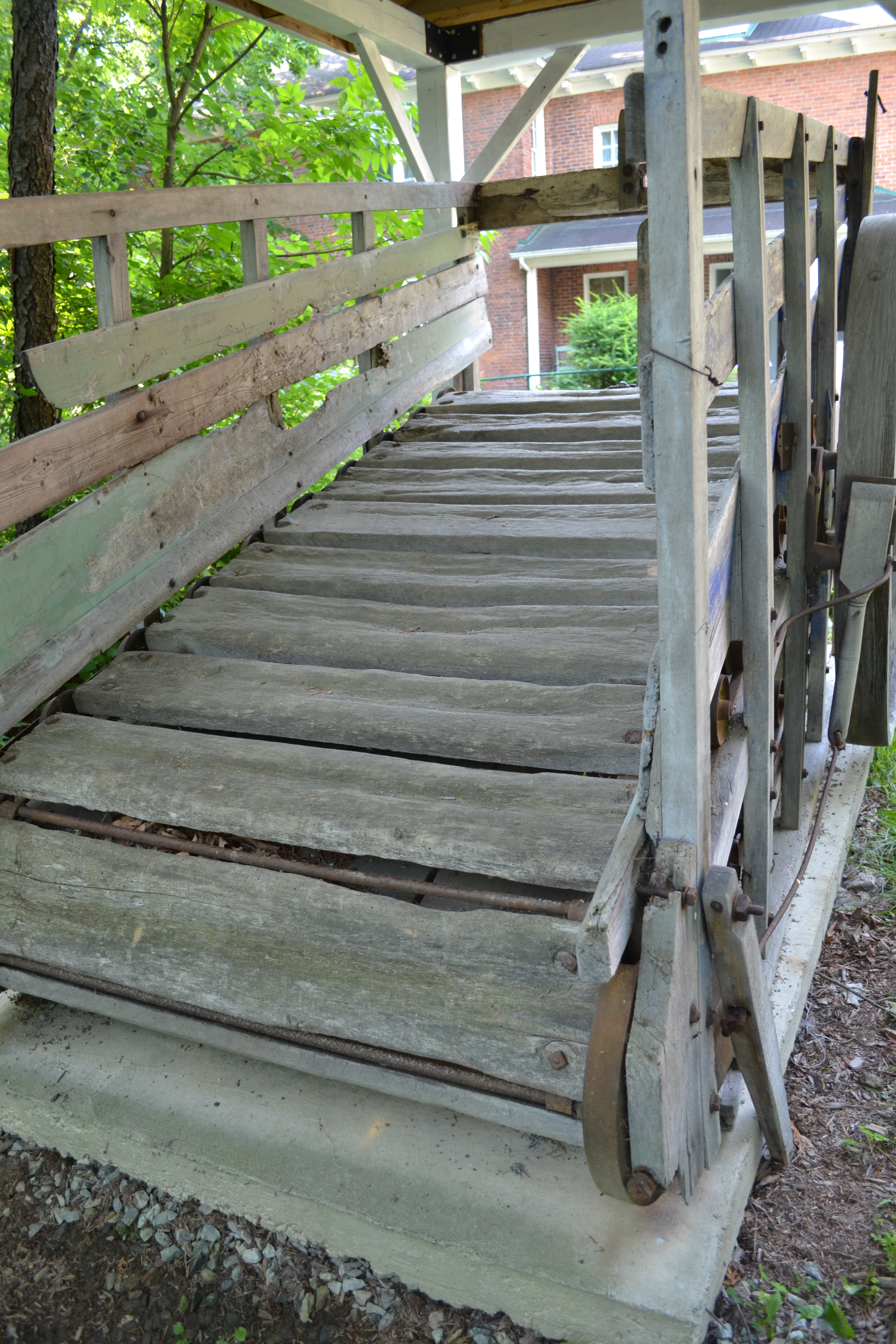
Le tapis roulant et la cage à claire-voie de la trépigneuse précédente

La trépigneuse consiste en un tapis roulant en bois, incliné de 15 à 20°. Le temps de l'opération, le cheval de trait est enfermé dans une cage à claire-voie et, en marchant sur place, actionne un tambour sur l'axe duquel sont montés les engrenages de commande des appareils à actionner. La vitesse est réglée au moyen d'un frein et d'un régulateur à boules.

## Histoire

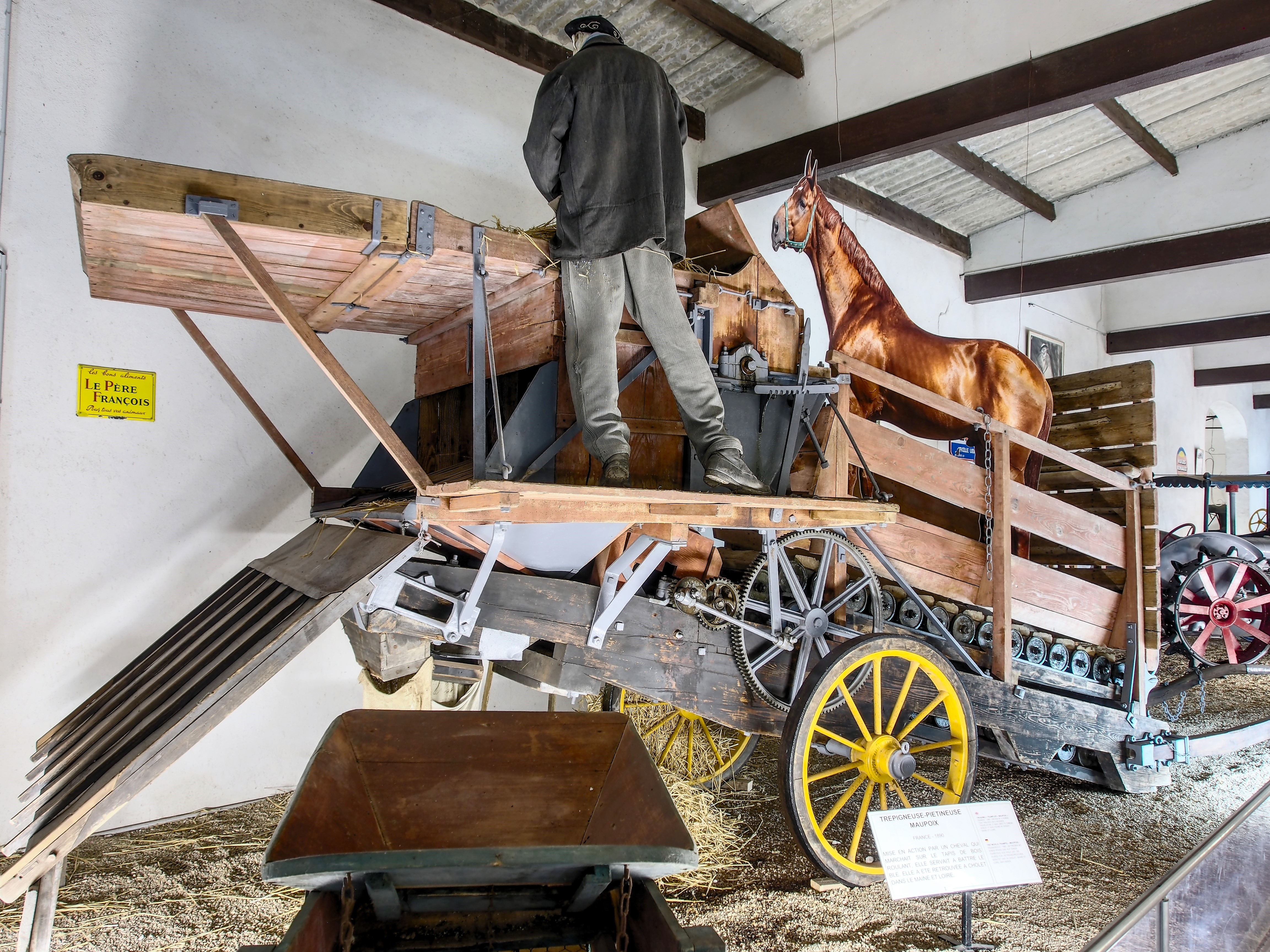
Une trépigneuse intégrée à une batteuse. Modèle exposé au Musée Maurice Dufresne.

Inventées par Émeric Lesix en 1859, les trépigneuses ont connu un certain succès en France de 1860 à 1910, avant d'être progressivement remplacées par les machines thermiques et de s'éclipser après la Seconde Guerre mondiale. Elles ont en particulier été utilisées pour battre le blé et certains modèles étaient intégrées à la batteuse.
Comparées aux manèges circulaires, les trépigneuses bénéficient d'un rendement plus important pouvant atteindre 80 %. De plus, elles sont mobiles et moins encombrantes, ce qui permettait de les déplacer de fermes en fermes. Elles sont en revanche beaucoup plus fatigantes pour l'animal moteur : les séances durent de 20 à 30 minutes et sont espacées d'au moins 15 minutes de repos.
Il a aussi existé des trépigneuses mues par des chèvres ou des chiens et couplées à une baratte, pour battre la crème en beurre.